# Martin Funk

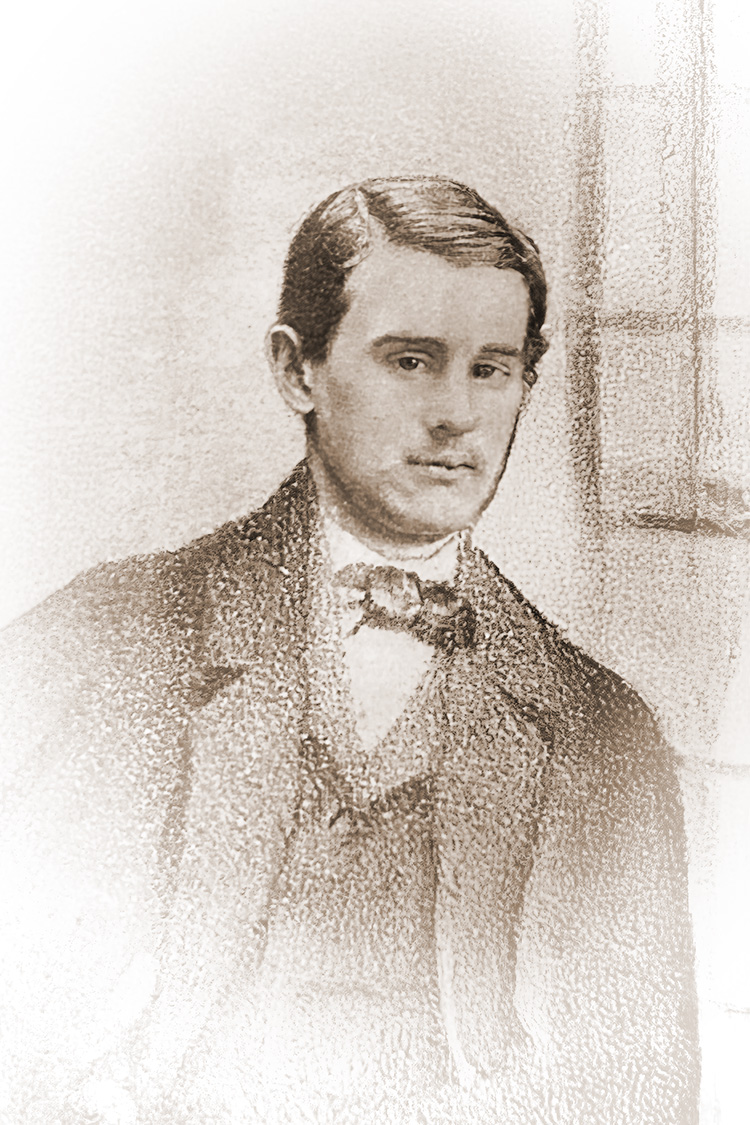
Martin Funk als Student in Göttingen, 1858

Martin Samuel Funk (* 17. April 1835 in Lübeck; † 7. April 1922 ebenda) war ein deutscher Jurist und Heimathistoriker.

## Leben
Martin Funk war Sohn des Pastors Johann Funk an der Lübecker Marienkirche und seiner Ehefrau Henriette, geb. Elsner (1805–1890), einer Tochter von Samuel Elsner. Er besuchte ab 1840 die Kandidatenschule und von 1846 bis zum Abitur Ostern 1854 das Katharineum zu Lübeck. Danach begann er sein Studium der Rechtswissenschaften an der Universität Leipzig, wechselte 1855 nach Berlin und beendete das Studium mit der Promotion zum Dr. beider Rechte an der Universität Göttingen 1857. 1855 gründete er in Leipzig die christliche Studentenverbindung Wittenbergia und verbrachte seine Zeit in Göttingen bei der Burschenschaft Germania. 1858 legte er in Lübeck das Juristische Staatsexamen ab. Nach kurzer Tätigkeit als Advokat in Lübeck wurde er mit Neuordnung der Lübecker Justiz 1864 Untergerichtsaktuar, nach Inkrafttreten der Reichsjustizgesetze 1879 Sekretär am Landgericht Lübeck und 1882 Richter am Amtsgericht Lübeck, wo er von 1896 bis zur Pensionierung 1911 als Oberamtsrichter tätig war.
Funk engagierte sich vielfältig in der Gesellschaft zur Beförderung gemeinnütziger Tätigkeit und ihren Tochtergesellschaften, sei es als Vorsteher der Lübecker Turn-Anstalt oder im Redaktionsausschuss der Lübeckischen Blätter, um hier nur zwei seiner zahlreichen Tätigkeiten im Ehrenamt zu benennen.
Schon während seines Studiums hatte er nicht nur Rechtswissenschaften gehört, sondern auch historische und wirtschaftswissenschaftliche Vorlesungen. Zur Theologie und zu Theologen fühlte er sich schon wegen elterlicher Vorbelastung hingezogen und in seiner Berliner Zeit pflegte er seinen Großvater mütterlicherseits, den Mitbegründer und Sekretär des Hauptvereins für christliche Erbauungsschriften in den preußischen Staaten Samuel Elsner (1778–1856). Mit dieser Vorprägung entfaltete er als Richter in Lübeck eine schriftstellerische Tätigkeit als Kirchenrechtler und Biograf. Er hinterließ neben seinen Veröffentlichungen zahlreiche unveröffentlicht Manuskripte, die sich im Nachlass der Familie Funk im Archiv der Hansestadt Lübeck befinden.
Martin Funk war von 1867 bis 1875 und von 1881 bis 1887 Mitglied der Lübecker Bürgerschaft. Als Kirchenvorstand der Marienkirche entwickelte er eigene Vorstellungen zur Kirchenreform in Lübeck, die dann 1895 in der Lübecker Landeskirche umgesetzt wurden, darunter auch die Einführung der Synode.

## Bibliothek
In seinem Haus in der Fleischhauerstraße 53 hatte Funk eine bedeutende, zum Teil schon von seinem Vater stammende Privatbibliothek von 2500 Bänden, zur einen Hälfte Schriften über die Stadt Lübeck und ihre Geschichte, zur anderen Werke aus verschiedenen Wissenschaften. 300 Bände daraus erhielt 1903 die Lübecker Stadtbibliothek.

## Schriften
- mit Gustav Friedrich Hänel: Lebensbeschreibungen neuerer Juristen, 1855
- Geschichte der Lübecker Turn-Anstalt während ihres fünfzigjährigen Bestehens, 1866
- Das Armen-Diakonat an den Kirchen der Stadt Lübeck 1531–1861. in: ZVLGA 2 (1867), S. 171–254
- Schiller auf der Lübecker Bühne : Vorlesung [in dem Lübeckischen Zweig-Vereine der Deutschen Schillerstiftung gehalten]. Lübeck: Rahtgens 1868
- Johann Ägidius Ludwig Funk, weil. Dr. theol. und Pastor an St. Marien zu Lübeck: Mittheilungen aus seinem Leben.

Theil 1: 1792-1829. Gotha: Perthes 1873 (Digitalisat) [enthält eine preußische Kirchengeschichte]
Theil 2: 1829-1867. Gotha: Perthes 1884 [enthält eine Lübecker Kirchengeschichte]
- Samuel Elsner. Eine Lebensskizze, Berlin: Hauptverein für christliche Erbauungsschriften o. J. [1878]
- Was muss bei uns auf kirchlichem Gebiete geschehen?: Vorlesung in der Gesellschaft zur Beförderung gemeinnütziger Thätigkeit zu Lübeck am 9. Dezember 1884, Gräfe, 1884
- Zur Erinnerung an Frau Pastorin (Ferdinande Juliane Wilhelmine Henriette) Funk, geb. Elsner. Als Handschrift gedruckt (Berlin), o. J. [1890]
- Kirche und Staat in Lübeck. Lübeck: Deichert, 1901
- Die lübischen Gerichte, ein Beitrag zur Verfassungsgeschichte der Freien und Hansestadt Lübeck. In: ZRG Germ. Abt.

I: 26 (1905), S. 53–90;  (Digitalisat)
II: 27 (1906), S. 61–91 (Digitalisat)
- Kirche und Schule in Lübeck seit der Reformation, Wollermann, 1911
- Lübische politische Dichtungen aus der Zeit vor 100 Jahren, 1913
- Aus dem Leben einer deutschen Pfarrfrau. Hamburg: Trümpler 1917

## Ehrungen
- 1921 Ehrenmitglied des Vereins für Lübeckische Geschichte und Altertumskunde